# Javier Carrasco Sanz
Javier Carrasco Sanz (Madrid, 3 febbraio 1995) è un giocatore di football americano spagnolo, che gioca come strong safety per i Madrid Bravos.
Ha giocato dal 2008 al 2022 per i Las Rozas Black Demons, intervallando con questi la militanza nei Granada Lions, nei Seinäjoki Crocodiles, nei Wasa Royals, negli United Newland Crusaders, nei Bydgoszcz Archers e nei Barcelona Dragons. Nel 2022 è passato ai Leipzig Kings, nel 2023 ai New Yorker Lions e nel 2024 ai Madrid Bravos.

## Famiglia
Suo fratello Carlos è suo compagno di squadra ai Bravos.

## Palmarès
- 1 Polish Bowl (Bydgoszcz Archers: 2021)
- 1 Copa de España (Las Rozas Black Demons: 2022)
- 1 Spagettimalja (United Newland Crusaders: 2020)
- 1 LNFA Serie B (Las Rozas Black Demons: 2017)